# David Heath
David Heath (født d. 16. februar 1969) er en amerikansk fribryder der kæmpede for WWF som Gangrel.

## Biografi

### I begyndelsen
David Heath trænede sammen med Dean Malenko, og wrestlede derefter for mange små forbund. Her mødte han bl.a. Luna Vachon som han senere blev gift med. 

### World Wrestling Federation
Heath kæmpede kort i ECW, i en fejde med Tommy Dreamer. Det var her WWF spotted ham, og skrev en kontrakt med ham. Han debuterede i 1998 som en vampyr figur, ved navn Gangrel. Et navn der var udlånt til ham fra et videospil af White Wolf. Gangrel havde en mindeværdig indgang til ringen, hvor han kom op af gulvet og spyttede blod. Han gik altid rundt med en spand blod, som han nogen gange hældte over sin faldne modstander i et blodbad. Gangrel dannede trioen The Brood, hvor Edge og Christian også var medlemmer. Gangrel havde faktisk haft en intens fejde med Edge inden, men Gangrel hjernevaskede Edge til at tilslutte ham. Trioen blev med tiden medlem af Undertakers gotiske gruppe, Ministry of Darkness. Gruppen trak sig dog ud af Ministry of Darkness og blev modstandere. Derefter indledte de en fejde mod Hardy Boyz, men den tog en sær drejning da Gangrel forrådte Edge og Christian, og i stedet tog Hardy Boyz' side som nu var det nye Brood. Desværre for Gangrel, forlod de ham da Terri Runnels viste interesse i at være deres manager. Resten af sin tid hos WWF blev Gangrel ikke brugt i mindeværdige kampe. I 2001 blev han fyret. 

### Efter WWF
Siden sin tid hos WWF, blev Heath faktisk genhyret 2 gange, men også fyret igen. Kun den ene gang nåede han faktisk at dukke op i WWE, nemlig i en Handicap match hvor han dannede hold med Viscera mod The Undertaker. Anden gang blev han hyret for at spille sin vampyr rolle i det gendannede ECW, da tv stationen der viste det ønskede en vampyr figur. Ellers har han wrestlet meget i Europea, primært England. 